# ギャラクシーエンジェる〜ん
『ギャラクシーエンジェる〜ん』は、2006年10月から12月まで全13話が放送されたテレビアニメ。ブロッコリーによるキャラクターメディアミックス企画「Project G.A.」の第2弾『ギャラクシーエンジェルII』のアニメ版であり、番組開始以前にはWebラジオの番組タイトルでもあった（本作品開始に先駆けて「ピャパプピーペンピェぷ〜ん」へと変更）。
「Project G.A.」第1弾で、シリーズ前作に当たる『ギャラクシーエンジェル』のアニメ版については、ギャラクシーエンジェル (アニメ)を参照。

## 概要
『ギャラクシーエンジェル』の1 - 4期（以下「前作」）が、1話15分の2本立てというフォーマットであった（一部例外あり）のに対し、本作品では1話30分というフォーマットへと改められた。
前作にはほぼ無かった紋章機での戦闘シーンが盛り込まれ、前作よりはゲーム版に近い内容になっている。一方で、ストーリーは本作品でも、ゲームとはストーリー上の繋がりはないパラレルワールドを舞台とした完全オリジナル展開とされ、作風もシュールなギャグ、投げっぱなしオチ、マニアックなパロディ、命や時間に関わるエピソードといった前作とは異なり、監督を務める岸誠二が得意とする熱血やお色気、ドタバタコメディの色が強い。また、岸が過去に監督した『超ぽじてぃぶ!ファイターズ』からのカメオ出演やセルフパロディも、作中には複数存在する。
シリーズ他作品からの客演については、第7話にムーンエンジェル隊（ミルフィーユのみ第13話にも登場）、第12話・第13話にカズヤが登場する程度に留まっており、またゲーム版に先行してナツメ・イザヨイが登場しているが、前作の烏丸ちとせと同様に本作品中ではエンジェル隊員という扱いではない。

## 登場人物
カズヤ・シラナミ
声：小田久史
12、13話の2本に登場したが端役にして、一度も名乗ることすらできなかった。ルーンエンジェル隊とミルフィーユが去った後、「カズヤ」と断末魔を上げ、戦いが終わった後、宇宙に放置された。
アプリコット・桜葉
声：稲村優奈
主人公。
アニス・アジート
声：花村怜美
自由奔放で規則などをあまり守らないため、規則などにうるさいリリィと仲が悪い。ミントに借金を握られているのはゲーム本編と同様だが、なぜ借金をしたのかについては詳しく触れられていないため不明。幼い頃は機動戦士ガンダムのザビ家にそっくりな人々で構成された盗賊団にいた。その時の一人称は「あたい」である。
ナノナノ・プディング
声：明坂聡美
猫っぽい外見なため、猫のようにいつも丸くなって昼寝している設定になっており、原作の活発さはあまり見せなかった。
テキーラ・マジョラム
声：平野綾
放送コードギリギリの発言をする（完全アウトの時もある）。
2人の記憶の有無など詳しい部分は一切触れられていなくて、回想シーンのみの登場や長く登場する回が存在する。
リリィ・C・シャーベット
声：中山恵里奈
「オチャッピー」など古い流行語に詳しい。
ナツメ・イザヨイ
声：榎本温子
年齢：11歳
アームズ・アライアンス国の女王陛下。謎の生物「執事長のタナカ」「執事のサトウ」「下僕のスズキたち」（いずれも声優水沢史絵）を引き連れている。凛とした佇まいが女王陛下らしいが、実際は凄くワガママ。
登場は「る〜ん」の方が先で、「無限回廊の鍵」の発売が当初予定よりも遅れたため、ゲーム版より実に1年近く先行しての登場となった。
また、アニメ版に出てきたタナカ達の中でサトウとスズキはゲーム版『永劫回帰の刻』では彼女の部屋にあるぬいぐるみという形で登場している。
クーヘン・バーム
声：小西克幸
「クーヘン・バーム」は菓子のバームクーヘンのもじりから。
ルーンエンジェル隊員寮「ヴィラ・エンジェル』」管理官。男であるが女の格好をしている。だが、オカマと言われる事を気にしているため、禁句となっている。シュール・ストレミングという名前でスナック「純喫茶ブロッ娘」のママをやっていることもある。スナックで働いているときは髭を隠すため、寮にいるときよりも化粧が厚めである。こちらの名前は世界一臭い食べ物と言われているシュールストレミングから。また、劇中瓜二つな顔を持つ「クサヤ・タケシ（名前の由来はくさやから）」も登場している。軍人としてはエンジェル隊メンバーより階級が上らしい。そのためか、イザベラとドルテンにも意見した事がある。
イザベラ・エッセンス
声：松岡由貴
「エッセンス」は料理の際に香料として使われるエッセンス（香油）から。
トランスバール市駐留軍司令官。宇宙ステーション「ルーンα」または戦艦から毎回モニターを通してエンジェル隊に指示を出す。また、なぜか出てくるときも姿がモニターになっている。無責任なところがあり、司令官としては疑問を感じる節がある。劇中では、モニター越しに痛覚を感じたり、怒るとモニターが破損するなどただの映像とは思えないような事が起こっている。
ドルテン・バイン
声：チョー
トランスバール市の市長。ふた昔前のポリゴンのような姿をしておりいつもカクカクしている。たびたびジャミングが発生する。

## スタッフ
- 原作 - ブロッコリー
- 監督 - 岸誠二
- キャラクター原案 - かなん
- シナリオコーディネーター - 菜の花すみれ
- メカニック原案 - 山根公利
- シリーズ構成 - 早川正
- キャラクターデザイン - 篠原健二
- メカニックデザイン - 梁炳吉
- 美術監督・美術設定 - 宮越歩
- 色彩設計 - 伊東さき子
- 撮影監督 - 木全孝幸
- モニターグラフィックデザイン - 神林剛
- 編集 - 瀬山武司、内田恵
- 音楽 - 原田勝通
- 音楽プロデューサー - 斎藤滋
- 音楽制作 - ランティス
- 音響監督 - たなかかずや
- アニメーションプロデューサー - 兼坂勝利
- プロデューサー - 並木俊治、森本浩二
- プロデューサー・スーパーバイザー - 水野良
- ラインプロデューサー - 黒木健一
- アニメーション制作 - サテライト
- 制作 - ギャラクシーエンジェる〜ん製作委員会

## 主題歌

### オープニングテーマ
「宇宙で恋は☆るるんルーン」
作詞 - 畑亜貴 / 作曲 - 太田雅友 / 編曲 - 安藤高弘 / 歌 - ルーンエンジェル隊（稲村優奈、花村怜美、明坂聡美、平野綾、中山恵里奈）

### エンディングテーマ
「Happy Flight」
作詞 - Bee' / 作曲 - 上松範康 / 編曲 - 藤田淳平 / 歌 - 富田麻帆

## 各話リスト
サブタイトルのフォーマットは、前作で見られた料理をもじったものから、本作品では最終回を除き、「○○!（漢字2文字の言葉）○○る〜ん（るで終わる言葉）」へと変更されている。
各回とも、ED開始直後に監督の岸の印（第13話のみ、例外として「済」の印）が書類に捺されるという演出が盛り込まれており、書類は以下の通り回ごとに違うものとなっている。
| 話数 | サブタイトル                        | 脚本     | 絵コンテ        | 演出            | 作画監督                   | 書類               |
| ---- | ----------------------------------- | -------- | --------------- | --------------- | -------------------------- | ------------------ |
| 1    | 出撃!天使のスクランブる〜ん         | 早川正   | 岸誠二          | 松本剛彦        | 松本剛彦                   | 始末書             |
| 2    | 激安!グラウンドバザーる〜ん         | 早川正   | 岸誠二 飯村正之 | 飯村正之        | Kim Boo Young みかみともえ | 債務残高証明書     |
| 3    | 伝説!食材サバイバる〜ん             | 大和屋暁 | 柳瀬雄之        | 浅井義之        | 松尾亜希子 日高真由美      | 領収書             |
| 4    | 誘惑!3時のカフェテーブる〜ん        | 早川正   | 屋幸秀          | 屋幸秀          | 屋幸秀                     | 外国人登録証明書   |
| 5    | 和解!大人のアルコーる〜ん           | 大和屋暁 | 柳瀬雄之        | 柳瀬雄之        | 渡辺伸弘                   | 仮釈放証明書       |
| 6    | 誕生!新人アイドる〜ん               | 柿原優子 | 難波日登志      | 武蔵野三鷹      | 金富永 みかみともえ        | 契約書             |
| 7    | 対決!先輩はライバる〜ん             | 大和屋暁 | 浅井義之        | 浅井義之        | 日高真由美 松尾亜希子      | 婚姻届             |
| 8    | 恐怖!雨の日のコーる〜ん             | 早川正   | 秋津南          | 岸誠二 白石道太 | 松本剛彦 金富永            | 登記事項証明書     |
| 9    | 豪華!セレブのトラベる〜ん           | 柿原優子 | 柳瀬雄之        | 麦野アイス      | 高梨光                     | 振込金受付書納品書 |
| 10   | 強襲!戦場のプロフェッショナる〜ん   | 大和屋暁 | 柳瀬雄之        | 柳瀬雄之        | 渡辺伸弘                   | 火災保険専用申込書 |
| 11   | 的中!名探偵の推理ファイる〜ん       | 柿原優子 | 秋津南          | 岡崎幸男        | 武内啓 宇津木勇            | 捜査報告書         |
| 12   | 熱湯!コマーシャる〜ん               | 三井秀樹 | 浅井義之        | 浅井義之        | 松尾亜希子 日高真由美      | 決済確認書         |
| 13   | 出現!ワルワルワる〜んエンジェル隊!? | 柿原優子 | 岸誠二          | 岸誠二          | 松本剛彦 屋幸秀            | 債務完済証明書     |

## 放送局
| 放送地域       | 放送局         | 放送期間                       | 放送日時                                |
| -------------- | -------------- | ------------------------------ | --------------------------------------- |
| 関東広域圏     | テレビ東京     | 2006年10月1日 - 12月24日       | 月曜（日曜深夜）2:00 - 2:30             |
| 愛知県         | テレビ愛知     | 2006年10月2日 - 12月25日       | 火曜（月曜深夜）3:43 - 4:13             |
| 福岡県         | TVQ九州放送    | 2006年10月4日 - 12月27日       | 木曜（水曜深夜）3:38 - 4:08             |
| 大阪府         | テレビ大阪     | 2006年10月6日 - 12月29日       | 土曜（金曜深夜）3:30 - 4:00             |
| 日本全域       | AT-X           | 2006年10月6日 - 12月29日       | 金曜 13:30 - 14:00 （リピート放送あり） |
| 岡山県・香川県 | テレビせとうち | 2006年10月7日 - 2007年1月6日   | 日曜（土曜深夜）2:10 - 2:40             |
| 北海道         | テレビ北海道   | 2006年10月9日 - 2007年1月9日   | 火曜（月曜深夜）2:00 - 2:30             |
| 宮城県         | 仙台放送       | 2006年10月10日 - 2007年1月10日 | 水曜（火曜深夜）2:10 - 2:40             |
| 岐阜県         | 岐阜放送       | 2007年9月29日 - 12月22日       | 日曜（土曜深夜）2:30 - 3:00             |

## 商品

### DVD
- 第1巻（第1話収録:通常版/初回限定版「リミテッドスペシャる〜ん」）2007年1月26日発売
- 第2巻（第2、3話収録）2007年2月23日発売
- 第3巻（第4、5話収録）2007年3月23日発売
- 第4巻（第6、7話収録）2007年4月27日発売
- 第5巻（第8、9話収録）2007年5月25日発売
- 第6巻（第10、11話収録）2007年6月22日発売
- 第7巻（第12、13話収録）2007年7月27日発売

### Blu-ray Disc
- ギャラクシーエンジェる〜ん Blu-ray Box 2013年6月21日発売

### CD
ゲーム版『ギャラクシーエンジェルII』関連のCDについては、ギャラクシーエンジェルII参照。
- TVアニメ「ギャラクシーエンジェる〜ん」キャラクターシングル
  - Vol.1 アプリコット・桜葉（2006年10月4日 LACM-4298）
  - Vol.2 アニス・アジート（2006年10月4日 LACM-4299）
  - Vol.3 ナノナノ・プディング（2006年10月25日 LACM-4301）
  - Vol.4 カルーア（テキーラ）・マジョラム（2006年11月22日 LACM-4317）
  - Vol.5 リリィ・C・シャーベット（2006年11月22日 LACM-4318）
- 宇宙で恋は☆るるんルーン（2006年10月25日 LACM-4300）
- Happy Fight（2006年10月25日 LACM-4322）
- スペース マスカレイド（2006年12月21日 LACM-4326）
- ギャラクシーエンジェる〜ん オリジナルサウンドトラック（2007年1月24日 LACA-5602）
- ギャラクシーエンジェる〜ん 実践！実戦！初めての合コンにトライアる〜ん（2007年2月21日 LACA-5607）
- ギャラクシーエンジェる〜ん ボーカル&バラエティCD "NON STOP ルーンエンジェル隊"（2007年3月21日 LACA-5613）

### ノベライズ作品
学研・メガミ文庫刊。柿原優子著・篠原健二画。
- 2007年10月22日発売 ISBN 978-4-05-903516-9